# AX420S

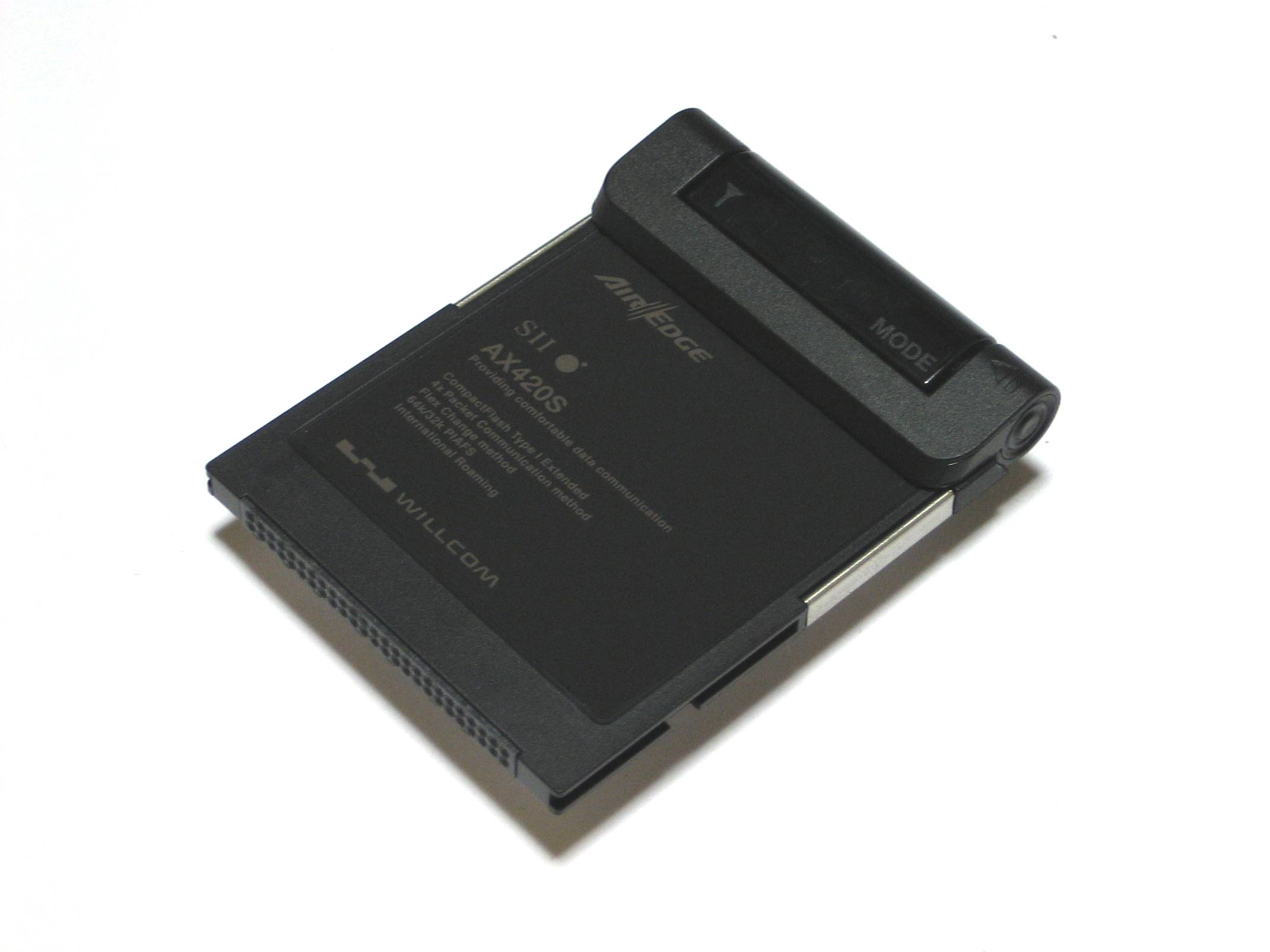
AX420S

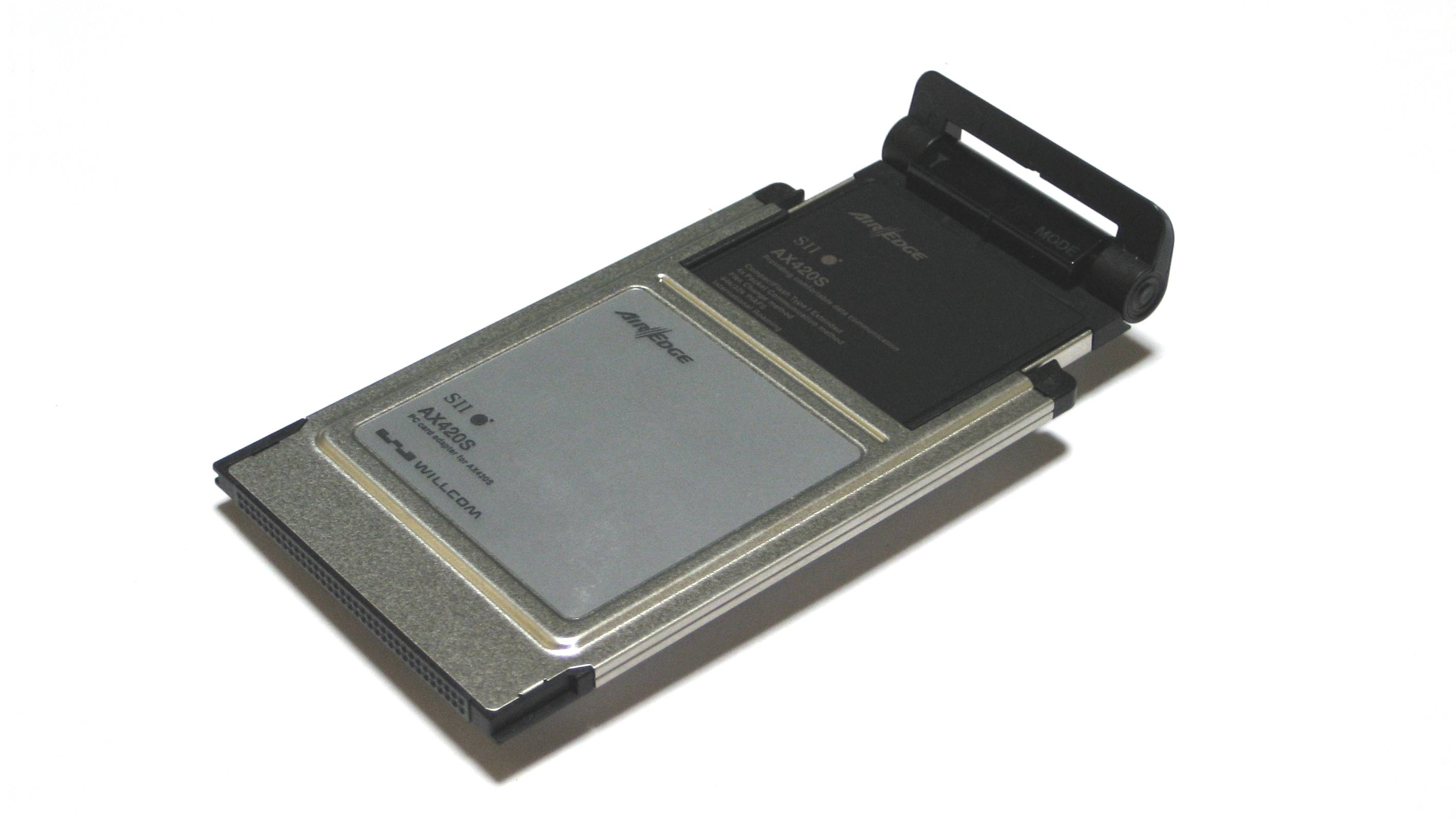
PCカードアダプタを装着し、アンテナを展開した状態

AX420Sは、セイコーインスツル (SII) が開発した、ウィルコム向けコンパクトフラッシュメモリーカード形データ通信端末製品である。

## 概要
2006年1月27日、ウィルコムは新しいPHS（高度化PHS）規格 W-OAM を発表した。このとき発表されたW-OAM対応のAIR-EDGEデータ通信端末が、NECのAX520NおよびAX420N、そしてセイコーインスツルのAX420Sである。2006年3月9日に発売が開始されたAX420Sは、W-OAMにより4x パケット通信時における最大通信速度が204kbpsに向上。また、ローミングに対応し台湾やタイでも利用できた。
AX420Sは、PDAなどのコンパクトフラッシュ (CF) Type I スロットに挿入して使用する。PCカードアダプタを利用すれば、パソコンのPCカード Type II スロットに挿入して使用することもできる。アンテナはヒンジ部を側面から指で押すことで展開するスライドアップアンテナを採用。機能と美観を両立させた斬新なものでありながらも、黒のカラーリングにより落ち着きのあるデザインに仕上げられた。このデザインは一定の評価を受け、2006年度グッドデザイン賞を受賞した。
対応オペレーティングシステムは、Windows 98、98SE、Me、2000、XP、Windows Mobile 2003、2003SE、Pocket PC 2002、Mac OS 8.5 〜 9.2.2、Mac OS X 10.1.5 〜 10.4.6（一部のバージョンを除く）。製品にはセットアップ用のソフトウェアを収録したCD-ROM、PCカードアダプタ、専用のプラスチックケース、取扱説明書を同梱。
なお、セイコーインスツルではAX420Sの利用者にセキュリティ対策ソフトウェア RAKUSE for SII を提供している。これをインストールすると、AX420Sを抜き差しすることでパソコンの操作ロックおよび解除を行えるようになるとのことであった。

## 仕様
- 寸法: 本体 42.8×3.3（最厚部 8）×57 ミリメートル
- 重量: 本体 16 グラム、PCカードアダプタ装着時 39 グラム
- 対応通信方式: 4x / 2x / 1x パケット方式、フレックスチェンジ、64k / 32k PIAFS（ベストエフォート）
- 消費電流: 210 mA （4x パケット通信時の平均）

## 歴史
- 2005年11月18日: 技術基準適合証明 (TELEC) の審査を通過（証明記号: 001JXAA3001760 ~ 3001774）。
- 2005年12月15日: TELECの審査を通過（証明記号: 001JXAA1118）。
- 2005年12月19日: 電気通信端末機器審査協会 (JATE) による審査を通過（認定番号: A05-0534001）。
- 2006年1月27日: ウィルコム、高度化PHS規格のW-OAMならびにW-OAM対応端末の新製品AX520N、AX420N、AX420Sを発表。
- 2006年3月9日: AX420S、発売開始。
- 2006年10月2日: 財団法人日本産業デザイン振興会、2006年度グッドデザイン賞商品デザイン部門においてAX420Sの受賞を発表（受賞番号: 06A03042）。

## 関連製品

### AX420N
AX420Sと同時に発表され、先んじて発売が開始された AX420N（NECインフロンティア製）は、W-OAM対応で4xパケット通信時に最大204kbpsの通信が可能なコンパクトフラッシュメモリーカード形データ通信端末である。通信機能や対応するインターフェース、価格においてAX420Sと大差なく、形状やカラーリングは異なる。
なお、4xパケット通信時の消費電流については210mAのAX420Sに対してAX420Nは190mAと省電力であり、この点ではAX420Nが優位である。なお、AX420Nもまた2006年度グッドデザイン賞を受賞している。